# Groupe G des éliminatoires du Championnat d'Europe de football 2012
Cet article donne les résultats des matches du groupe G des éliminatoires de l'Euro 2012.

## Classement
| Rang | Équipe         | Pts | J | G | N | P | Bp | Bc | Diff |  | Résultats (▼ dom., ► ext.) | Drapeau de l'Angleterre | Drapeau du Monténégro | Drapeau de la Suisse | Drapeau du pays de Galles |     |
| ---- | -------------- | --- | - | - | - | - | -- | -- | ---- |  | -------------------------- | ----------------------- | --------------------- | -------------------- | ------------------------- | --- |
| 1    | Angleterre     | 18  | 8 | 5 | 3 | 0 | 17 | 5  | +12  |  | Angleterre                 |                         | 0-0                   | 2-2                  | 1-0                       | 4-0 |
| 2    | Monténégro     | 12  | 8 | 3 | 3 | 2 | 7  | 7  | 0    |  | Monténégro                 | 2-2                     |                       | 1-0                  | 1-0                       | 1-1 |
| 3    | Suisse         | 11  | 8 | 3 | 2 | 3 | 12 | 10 | +2   |  | Suisse                     | 1-3                     | 2-0                   |                      | 4-1                       | 3-1 |
| 4    | Pays de Galles | 9   | 8 | 3 | 0 | 5 | 6  | 10 | -4   |  | Pays de Galles             | 0-2                     | 2-1                   | 2-0                  |                           | 0-1 |
| 5    | Bulgarie       | 5   | 8 | 1 | 2 | 5 | 3  | 13 | -10  |  | Bulgarie                   | 0-3                     | 0-1                   | 0-0                  | 0-1                       |     |

L'Angleterre est qualifiée.
Le Monténégro est barragiste.

## Résultats et calendrier
| 1re journée                | Monténégro  | 1 – 0   | Pays de Galles | Podgorica City Stadium, Podgorica                 |                                                   |
| 3 septembre 2010 19:30 HEC | Vučinić 30e | (1 - 0) |                | Spectateurs : 7 442 Arbitrage : Anastassios Kakos | Spectateurs : 7 442 Arbitrage : Anastassios Kakos |
| 3 septembre 2010 19:30 HEC | Rapport     |         |                | Spectateurs : 7 442 Arbitrage : Anastassios Kakos | Spectateurs : 7 442 Arbitrage : Anastassios Kakos |

| 1re journée                | Angleterre                        | 4 – 0   | Bulgarie | Wembley, Londres                               |                                                |
| 3 septembre 2010 21:00 HEC | Defoe 3e 61e 86e · A. Johnson 83e | (1 - 0) |          | Spectateurs : 73 426 Arbitrage : Viktor Kassai | Spectateurs : 73 426 Arbitrage : Viktor Kassai |
| 3 septembre 2010 21:00 HEC | Rapport                           |         |          | Spectateurs : 73 426 Arbitrage : Viktor Kassai | Spectateurs : 73 426 Arbitrage : Viktor Kassai |

| 2e journée                 | Bulgarie | 0 – 1   | Monténégro   | Stade national Vassil Levski, Sofia                  |                                                      |
| 7 septembre 2010 19:30 HEC |          | (0 - 1) | Zverotić 36e | Spectateurs : 9 470 Arbitrage : Vladislav Bezborodov | Spectateurs : 9 470 Arbitrage : Vladislav Bezborodov |
| 7 septembre 2010 19:30 HEC | Rapport  |         |              | Spectateurs : 9 470 Arbitrage : Vladislav Bezborodov | Spectateurs : 9 470 Arbitrage : Vladislav Bezborodov |

| 2e journée                 | Suisse      | 1 – 3   | Angleterre                             | Parc Saint-Jacques, Bâle                        |                                                 |
| 7 septembre 2010 20:45 HEC | Shaqiri 71e | (0 - 1) | Rooney 10e · A. Johnson 69e · Bent 88e | Spectateurs : 37 500 Arbitrage : Nicola Rizzoli | Spectateurs : 37 500 Arbitrage : Nicola Rizzoli |
| 7 septembre 2010 20:45 HEC | Rapport     |         |                                        | Spectateurs : 37 500 Arbitrage : Nicola Rizzoli | Spectateurs : 37 500 Arbitrage : Nicola Rizzoli |

| 3e journée               | Pays de Galles | 0 – 1   | Bulgarie  | Cardiff City Stadium, Cardiff                   |                                                 |
| 8 octobre 2010 20:30 HEC |                | (0 - 0) | Popov 48e | Spectateurs : 14 061 Arbitrage : Jonas Eriksson | Spectateurs : 14 061 Arbitrage : Jonas Eriksson |
| 8 octobre 2010 20:30 HEC | Rapport        |         |           | Spectateurs : 14 061 Arbitrage : Jonas Eriksson | Spectateurs : 14 061 Arbitrage : Jonas Eriksson |

| 3e journée               | Monténégro  | 1 – 0   | Suisse | Podgorica City Stadium, Podgorica                           |                                                             |
| 8 octobre 2010 20:30 HEC | Vučinić 68e | (0 - 0) |        | Spectateurs : 10 750 Arbitrage : Eduardo Iturralde González | Spectateurs : 10 750 Arbitrage : Eduardo Iturralde González |
| 8 octobre 2010 20:30 HEC | Rapport     |         |        | Spectateurs : 10 750 Arbitrage : Eduardo Iturralde González | Spectateurs : 10 750 Arbitrage : Eduardo Iturralde González |

| 4e journée                | Suisse                                           | 4 – 1   | Pays de Galles | Parc Saint-Jacques, Bâle                     |                                              |
| 12 octobre 2010 20:30 HEC | Stocker 8e 89e · Streller 21e · Inler 82e (pen.) | (2 - 1) | Bale 13e       | Spectateurs : 26 000 Arbitrage : Alain Hamer | Spectateurs : 26 000 Arbitrage : Alain Hamer |
| 12 octobre 2010 20:30 HEC | Rapport                                          |         |                | Spectateurs : 26 000 Arbitrage : Alain Hamer | Spectateurs : 26 000 Arbitrage : Alain Hamer |

| 4e journée                | Angleterre | 0 – 0 | Monténégro | Wembley, Londres                              |                                               |
| 12 octobre 2010 21:00 HEC |            |       |            | Spectateurs : 73 451 Arbitrage : Manuel Gräfe | Spectateurs : 73 451 Arbitrage : Manuel Gräfe |
| 12 octobre 2010 21:00 HEC | Rapport    |       |            | Spectateurs : 73 451 Arbitrage : Manuel Gräfe | Spectateurs : 73 451 Arbitrage : Manuel Gräfe |

| 5e journée             | Pays de Galles | 0 – 2   | Angleterre                   | Millennium Stadium, Cardiff                           |                                                       |
| 26 mars 2011 16:00 HEC |                | (0 - 2) | Lampard 7e (pen.) · Bent 15e | Spectateurs : 68 959 Arbitrage : Olegário Benquerença | Spectateurs : 68 959 Arbitrage : Olegário Benquerença |
| 26 mars 2011 16:00 HEC | Rapport        |         |                              | Spectateurs : 68 959 Arbitrage : Olegário Benquerença | Spectateurs : 68 959 Arbitrage : Olegário Benquerença |

| 5e journée             | Bulgarie | 0 – 0 | Suisse | Stade national Vassil Levski, Sofia            |                                                |
| 26 mars 2011 17:45 HEC |          |       |        | Spectateurs : 9 600 Arbitrage : William Collum | Spectateurs : 9 600 Arbitrage : William Collum |
| 26 mars 2011 17:45 HEC | Rapport  |       |        | Spectateurs : 9 600 Arbitrage : William Collum | Spectateurs : 9 600 Arbitrage : William Collum |

| 6e journée            | Angleterre                     | 2 – 2   | Suisse           | Wembley, Londres                               |                                                |
| 4 juin 2011 17:45 HEC | Lampard 37e (pen.) · Young 51e | (1 - 2) | Barnetta 32e 35e | Spectateurs : 84 459 Arbitrage : Damir Skomina | Spectateurs : 84 459 Arbitrage : Damir Skomina |
| 4 juin 2011 17:45 HEC | Rapport                        |         |                  | Spectateurs : 84 459 Arbitrage : Damir Skomina | Spectateurs : 84 459 Arbitrage : Damir Skomina |

| 6e journée            | Monténégro  | 1 – 1   | Bulgarie  | Podgorica City Stadium, Podgorica           |                                             |
| 4 juin 2011 20:30 HEC | Đalović 53e | (0 - 0) | Popov 56e | Spectateurs : 11 500 Arbitrage : Alon Yefet | Spectateurs : 11 500 Arbitrage : Alon Yefet |
| 4 juin 2011 20:30 HEC | Rapport     |         |           | Spectateurs : 11 500 Arbitrage : Alon Yefet | Spectateurs : 11 500 Arbitrage : Alon Yefet |

| 7e journée                 | Bulgarie | 0 – 3   | Angleterre                    | Stade national Vassil Levski, Sofia                 |                                                     |
| 2 septembre 2011 20:15 HEC |          | (0 - 3) | Cahill 13e · Rooney 21e 45+1e | Spectateurs : 27 230 Arbitrage : Frank De Bleeckere | Spectateurs : 27 230 Arbitrage : Frank De Bleeckere |
| 2 septembre 2011 20:15 HEC | Rapport  |         |                               | Spectateurs : 27 230 Arbitrage : Frank De Bleeckere | Spectateurs : 27 230 Arbitrage : Frank De Bleeckere |

| 7e journée                 | Pays de Galles           | 2 – 1   | Monténégro  | Cardiff City Stadium, Cardiff              |                                            |
| 2 septembre 2011 20:45 HEC | Morison 29e · Ramsey 50e | (1 - 0) | Jovetić 71e | Spectateurs : 8 194 Arbitrage : Luca Banti | Spectateurs : 8 194 Arbitrage : Luca Banti |
| 2 septembre 2011 20:45 HEC | Rapport                  |         |             | Spectateurs : 8 194 Arbitrage : Luca Banti | Spectateurs : 8 194 Arbitrage : Luca Banti |

| 8e journée                 | Suisse                | 3 – 1   | Bulgarie  | Parc Saint-Jacques, Bâle                        |                                                 |
| 6 septembre 2011 20:30 HEC | Shaqiri 45+2e 62e 90e | (1 - 1) | Ivanov 9e | Spectateurs : 16 880 Arbitrage : Pavel Královec | Spectateurs : 16 880 Arbitrage : Pavel Královec |
| 6 septembre 2011 20:30 HEC | Rapport               |         |           | Spectateurs : 16 880 Arbitrage : Pavel Královec | Spectateurs : 16 880 Arbitrage : Pavel Královec |

| 8e journée                 | Angleterre | 1 – 0   | Pays de Galles | Wembley Stadium, Londres                              |                                                       |
| 6 septembre 2011 20:45 HEC | Young 35e  | (1 - 0) |                | Spectateurs : 77 128 Arbitrage : Robert Schorgenhofer | Spectateurs : 77 128 Arbitrage : Robert Schorgenhofer |
| 6 septembre 2011 20:45 HEC | Rapport    |         |                | Spectateurs : 77 128 Arbitrage : Robert Schorgenhofer | Spectateurs : 77 128 Arbitrage : Robert Schorgenhofer |

| 9e journée               | Pays de Galles               | 2 – 0   | Suisse | Liberty Stadium, Swansea                       |                                                |
| 7 octobre 2011 20:45 HEC | Ramsey 60e (pen.) · Bale 71e | (0 - 0) |        | Spectateurs : 12 317 Arbitrage : Björn Kuipers | Spectateurs : 12 317 Arbitrage : Björn Kuipers |
| 7 octobre 2011 20:45 HEC | Rapport                      |         |        | Spectateurs : 12 317 Arbitrage : Björn Kuipers | Spectateurs : 12 317 Arbitrage : Björn Kuipers |

| 9e journée               | Monténégro                     | 2 – 2   | Angleterre           | Podgorica City Stadium, Podgorica               |                                                 |
| 7 octobre 2011 21:00 HEC | Zverotić 45e · Delibašić 90+1e | (1 - 2) | Young 11e · Bent 31e | Spectateurs : 12 700 Arbitrage : Wolfgang Stark | Spectateurs : 12 700 Arbitrage : Wolfgang Stark |
| 7 octobre 2011 21:00 HEC | Rapport                        |         |                      | Spectateurs : 12 700 Arbitrage : Wolfgang Stark | Spectateurs : 12 700 Arbitrage : Wolfgang Stark |

| 10e journée               | Bulgarie | 0 – 1   | Pays de Galles | Stade national Vassil Levski, Sofia       |                                           |
| 11 octobre 2011 20:05 HEC |          | (0 - 1) | Bale 45e       | Spectateurs : 1 200 Arbitrage : Paweł Gil | Spectateurs : 1 200 Arbitrage : Paweł Gil |
| 11 octobre 2011 20:05 HEC | Rapport  |         |                | Spectateurs : 1 200 Arbitrage : Paweł Gil | Spectateurs : 1 200 Arbitrage : Paweł Gil |

| 10e journée               | Suisse                          | 2 – 0   | Monténégro | Parc Saint-Jacques, Bâle                              |                                                       |
| 11 octobre 2011 20:15 HEC | Derdiyok 51e · Lichtsteiner 65e | (0 - 0) |            | Spectateurs : 38 000 Arbitrage : Olegário Benquerença | Spectateurs : 38 000 Arbitrage : Olegário Benquerença |
| 11 octobre 2011 20:15 HEC | Rapport                         |         |            | Spectateurs : 38 000 Arbitrage : Olegário Benquerença | Spectateurs : 38 000 Arbitrage : Olegário Benquerença |

## Buteurs
| Pos | Joueur               | Pays           | Buts |
| --- | -------------------- | -------------- | ---- |
| 1   | Xherdan Shaqiri      | Suisse         | 4    |
| 2   | Darren Bent          | Angleterre     | 3    |
| 2   | Jermain Defoe        | Angleterre     | 3    |
| 2   | Wayne Rooney         | Angleterre     | 3    |
| 2   | Ashley Young         | Angleterre     | 3    |
| 2   | Gareth Bale          | Pays de Galles | 3    |
| 7   | Adam Johnson         | Angleterre     | 2    |
| 7   | Frank Lampard        | Angleterre     | 2    |
| 7   | Ivelin Popov         | Bulgarie       | 2    |
| 7   | Aaron Ramsey         | Pays de Galles | 2    |
| 7   | Mirko Vučinić        | Monténégro     | 2    |
| 7   | Elsad Zverotić       | Monténégro     | 2    |
| 7   | Tranquillo Barnetta  | Suisse         | 2    |
| 7   | Valentin Stocker     | Suisse         | 2    |
| 15  | Gary Cahill          | Angleterre     | 1    |
| 15  | Ivan Ivanov          | Bulgarie       | 1    |
| 15  | Radomir Đalović      | Monténégro     | 1    |
| 15  | Andrija Delibašić    | Monténégro     | 1    |
| 15  | Stevan Jovetić       | Monténégro     | 1    |
| 15  | Steve Morison        | Pays de Galles | 1    |
| 15  | Eren Derdiyok        | Suisse         | 1    |
| 15  | Gökhan Inler         | Suisse         | 1    |
| 15  | Stephan Lichtsteiner | Suisse         | 1    |
| 15  | Marco Streller       | Suisse         | 1    |